# Carpodacus rubicilloides
El camachuelo estriado (Carpodacus rubicilloides) es una especie de ave paseriforme de la familia Fringillidae propia de Asia.

## Taxonomía
La especie fue descrita científicamente por el naturalista ruso Nikolái Przewalski en 1876. Existen dos subespecies:
- C. r. rubicilloides - que habita desde el este de Tíbet hasta el centro y sur de China;
- C. r. lucifer - que habita en el sur de Tíbet y el Himalaya.

## Distribución y hábitat
Se la encuentra en el Himalaya, el este de la meseta tibetana y las montañas aleañas, distribuido por  Nepal, Bután, el oeste de China y el norte de la India. Su hábitat natural son los matorrales boreales.